# Грейг, Алексей Самуилович
Алексе́й Самуи́лович (Самойлович) Грейг (6 [17] сентября 1775, Кронштадт, Санкт-Петербургская губерния — 18 [30] января 1845, Санкт-Петербург) — русский военно-морской деятель шотландского происхождения, адмирал (1828); генерал, состоящий при Особе Его Величества (1829); в 1816—1833 годах командующий Черноморским флотом; в 1840—1845 годах президент Вольного экономического общества. Стоял у истоков создания Пулковской обсерватории.

## Биография

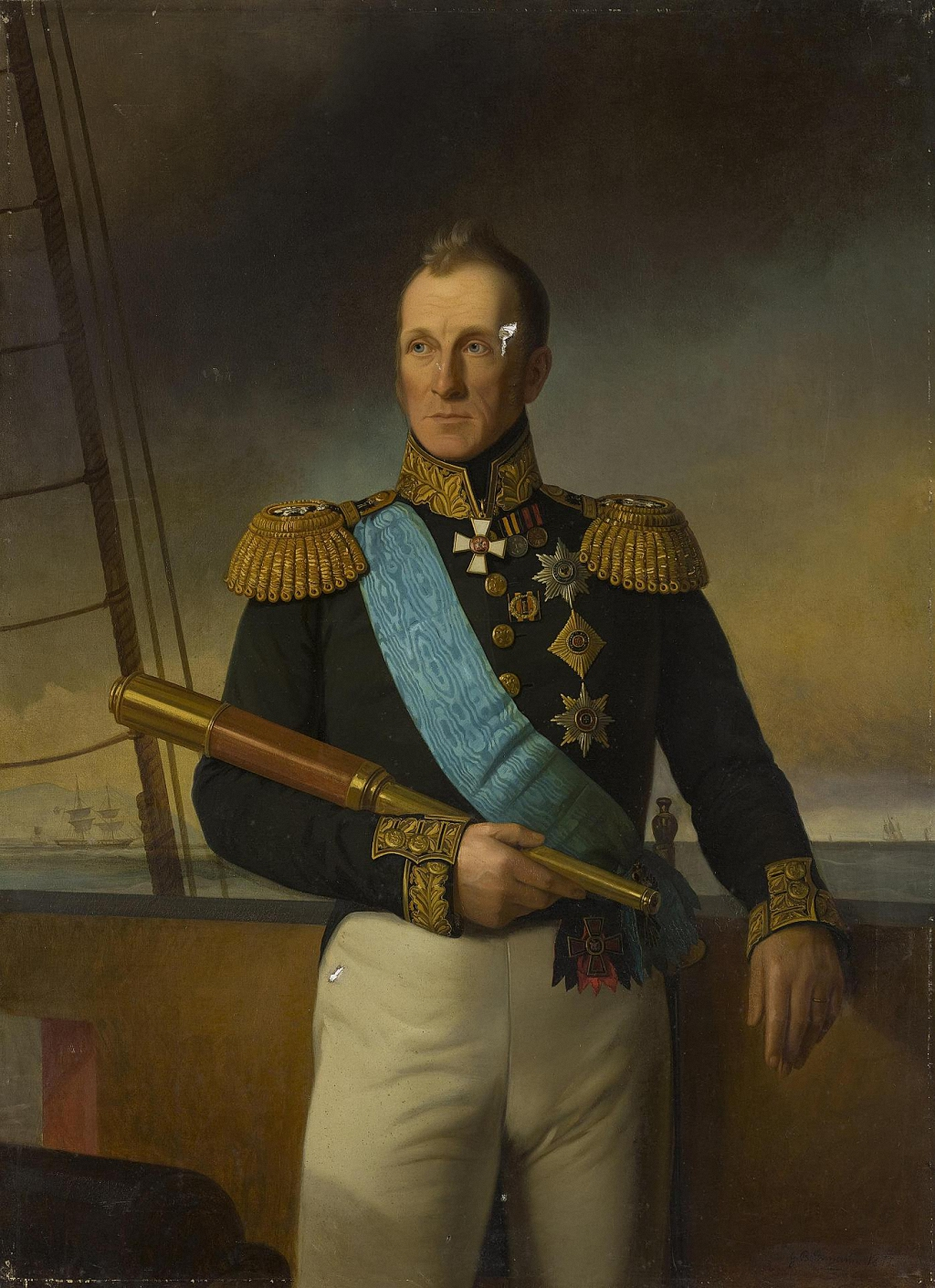
Портрет адмирала Алексея Самуиловича Грейга (1877) — художник Е. И. Ботман

### Происхождение
Родился в семье шотландского морского офицера Самуила Грейга, перешедшего на российскую службу из английского флота в чине капитана 1 ранга. В год рождения сына (1775) его отец был командующим Кронштадтским портом.
При крещении Алексея Екатерина II и граф Алексей Орлов-Чесменский были его крестными родителями. В уважение заслуг отца и с верой, что сын продолжит его дело, императрица пожаловала младенца чином мичмана.
В 1785 году Грейг был отправлен в Англию изучать морское дело. В декабре того же года произведён в лейтенанты. В 1788 году вернулся на родину, и 19 мая был назначен на линейный корабль «Мстислав». 6 июля участвовал в Гогландском сражении, в котором русским флотом командовал его отец.
Императрица, продолжая покровительствовать над детьми Грейга, произвела юношу в капитан-лейтенанты. По завещанию умершего Грейга-старшего, осенью 1789 года Алексей, вместе с младшим братом Карлом, для дальнейшего прохождения морской практики вновь отправился в Англию. В период с 1789 по 1791 годы братья совершили ряд плаваний в Индию и Китай на судах Ост-Индской компании. В 1791 году Алексей вернулся в Россию, однако спустя год вновь был отправлен в Англию. В ходе третьей заграничной поездки он служил волонтёром на британских военных кораблях, ходивших в Средиземном море. Участвовал в сражениях с французскими и испанскими судами.

### Начало карьеры
В апреле 1796 года вернулся в Россию. Имея отличные рекомендации командиров Британского флота, 17 декабря был произведён императором Павлом I в капитаны 2-го ранга и назначен командиром фрегата «Архангел Михаил».
В 1798—1800 годах участвовал в войне России против Франции. Грейг командовал 64-пушечным линейным кораблём «Ретвизан» и крейсировал с союзной эскадрой в Северном море у острова Тексель. 1 января 1799 года был произведён в капитаны 1-го ранга. Участвовал в высадке десанта в Голландии, во взятии крепости Гельдерн и захвате голландских кораблей. Награждён орденом Св. Анны 2-й степени.

### Служба в правление Александра I
26 ноября 1802 года Грейг, за проведение 18 полугодовых морских кампаний был награждён орденом Св. Георгия 4-й степени (№ 1406 по кавалерскому списку Григоровича — Степанова), а 9 января 1803 года произведён в чин капитан-командора.
В 1802 году был привлечён к работе созданного по инициативе Александра I, считавшего морские дела для России второстепенными, «Комитета по исправлению флота». 27-летний Грейг являлся единственным капитаном 1-го ранга среди шести адмиралов, составлявших комитет; не согласившись с выводами комитета, он отказался подписываться под разработанными предложениями. В 1804 году добился назначения на действующий военный флот и назначен начальником отряда из четырёх кораблей (линейные корабли «Ретвизан» и «Святая Елена», фрегаты «Венус» и «Автроил») который в октябре 1804 — январе 1805 года совершил переход из Кронштадта в Средиземноморье, к военно-морской базе на острове Корфу, завоёванной Ф. Ф. Ушаковым в 1799 году.

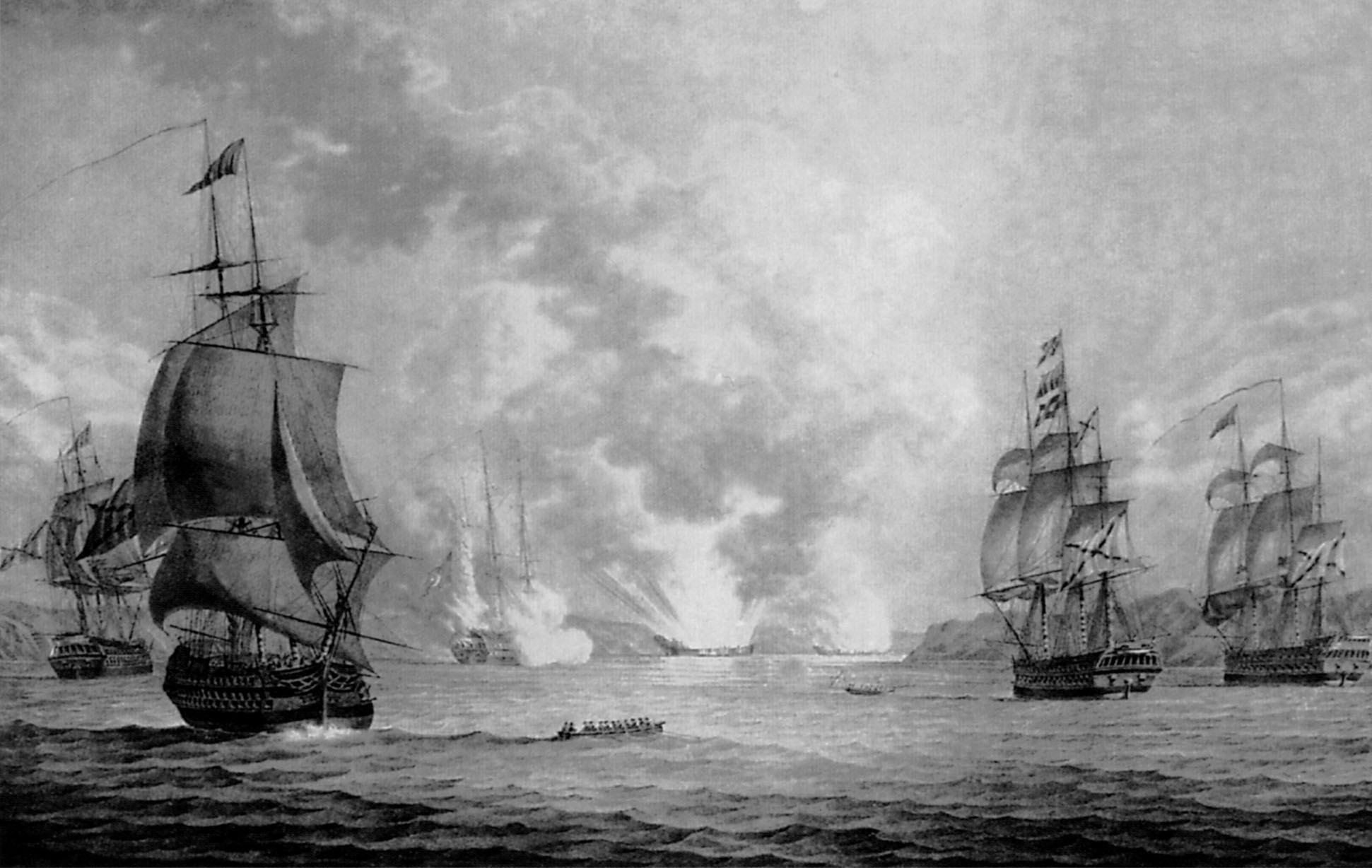
«Истребление турецких кораблей отрядом контр-адмирала Грейга» картина В. Б. Броневского

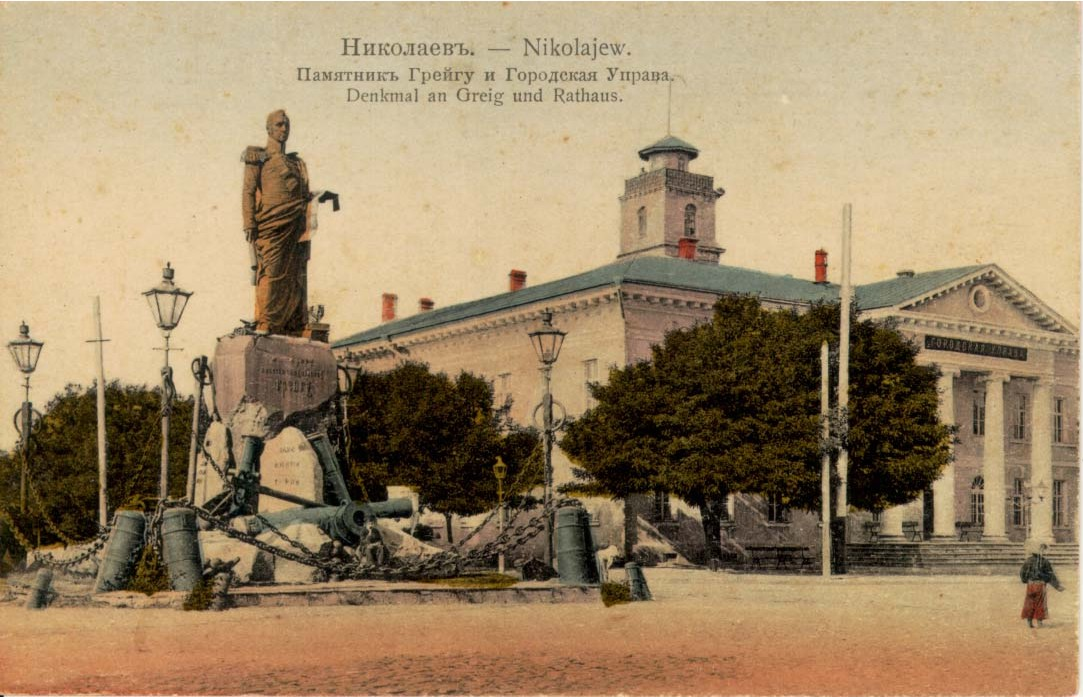
Памятник адмиралу А. С. Грейгу в Николаеве (1873 г.). Скульпторы М. О. Микешин и А. М. Опекушин

В октябре 1805 года во главе отряда российских и английских кораблей успешно произвёл доставку и высадку в Неаполе русского экспедиционного корпуса генерала Б. П. Ласси (13 290 человек при 44 орудиях).
С приходом на Корфу эскадры вице-адмирала Д. Н. Сенявина в 1805 году Грейг получил назначение младшим флагманом эскадры и 27 декабря 1805 года — чин контр-адмирала. Участвовал практически во всех боевых действиях русского флота в период Адриатической экспедиции 1805—1807 годов и Второй Архипелагской экспедиции 1807 года. Вначале он успешно защитил Республику Семи Островов на Ионических острововах от французов, а с началом русско-турецкой войны 1806—1812 годов перешёл с Сенявиным в Эгейское море для блокады Дарданелл. 10 марта 1807 года Грейг руководил десантом при захвате острова Тенедос вблизи Дарданелл, а затем участвовал в завершившемся успехом русского флота сражении в самом проливе. 19 июня в Афонском сражении Сенявин поручил Грейгу, державшему флаг на «Ретвизане», возглавить группу кораблей, атаковавших авангард турецкого флота (другой такой группой командовал сам флагман). После жаркого боя и отступления турок Грейг с кораблями «Ретвизан», «Сильный», «Уриил» и «Св. Елена» был послан преследовать противника и вынудил экипажи трёх отставших турецких кораблей выброситься на мель и сжечь свои суда. 18 сентября он был награждён орденом Св. Анны 1-й степени.
После заключения с Наполеоном Тильзитского мира было заключено перемирие и с Турцией. 19 сентября 1807 года, после передачи Ионических островов Франции и возвращения Тенедоса Турции, Сенявин повёл свою эскадру обратно в Россию. 30 октября она была блокирована в Лиссабоне английской эскадрой. 23 августа 1808 года Сенявин и английский адмирал Коттон подписали конвенцию, по условиям которой русская эскадра должна была отправиться в Англию и находиться там до заключения мира между Англией и Россией, после чего возвратиться в Россию. 31 августа эскадра Сенявина под русским флагом вышла из Лиссабона и 27 сентября прибыла на портсмутский рейд. 5 августа 1809 года русские команды вышли из Портсмута и 9 сентября прибыли в Ригу.
В связи с обострением англо-русских отношений по возвращении в Россию Грейг был удалён от активной военно-морской деятельности. Жил в Москве.
С началом Отечественной войны 1812 года был направлен в ставку главнокомандующего Черноморским флотом и Молдавской армией адмирала Чичагова, по приказу которого отправился с дипломатическими поручениями в Стамбул, на Мальту и Сицилию для привлечения к России союзников в войне с Наполеоном.
В 1813 году, с началом Заграничного похода русской армии, опытный моряк был назначен командиром флотилии судов, осуществлявших морскую блокаду Данцига. За свои успешные действия удостоен 4 сентября того же года чина вице-адмирала и награждён орденом Св. Владимира 2-й степени.
В марте 1816 года Грейг получил назначение на должность главнокомандующего Черноморского флота, одновременно — военного губернатора Севастополя и Николаева. Находясь в этой должности до 1833 года, многое сделал для восстановления пришедшего в упадок флота. Заботился об увеличении числа кораблей и усовершенствовании их конструкции, участвовал в создании первых паровых судов, организовал постройку большого числа малых судов для практического обучения морских экипажей, ежегодно выходил в плавания с эскадрой. Построил в Николаеве морскую астрономическую обсерваторию и морскую библиотеку, активно поддержал инициативу младших офицеров о создании Морской библиотеки в Севастополе и много содействовал её созданию в 1822 году. За эти заслуги в 1822 году был избран почётным членом Петербургской академии наук. Участвовал в работе «Комитета образования флота». Возглавлял Николаевский ссудный банк.
Грейг многое сделал для обустройства Николаева. В городе были воздвигнуты портовые сооружения, создано кредитное общество, активизировалась морская торговля. При Грейге в Николаеве появился Морской бульвар, начались работы по освещению города, прокладке тротуаров, открыты мужские и женские училища, построен приют. Город украсился новыми зданиями, активно озеленял.

### Служба в правление Николая I
В 1826 году Грейг впервые в истории русского флота создал в Николаеве штаб, в задачу которого входила организация боевой подготовки флота в мирное время и разработка планов операций во время войны.
В 1827 году по его распоряжению были проведены первые раскопки Херсонеса, при которых было открыто три храма.
В русско-турецкой войне 1828—1829 годов флот под командованием Грейга успешно действовал на коммуникациях противника. Его черноморская эскадра поддерживала действия русских сухопутных армий на Балканах и Кавказе. В июне 1828 года эскадра под руководством Грейга и начальника Морского штаба А. С. Меншикова двинулась к Анапе и вскоре овладела ею. Затем были победы под Варной, Месемврией, Ахиолло, Инеадой, Мидией, Сан-Стефано, Бургасом, Сизополем, крейсерство у Босфора, анатолийских и абхазских берегов. За умелые действия в войне флотоводец был произведён в адмиралы.
22 сентября 1829 года был удостоен звания генерала, состоящего при Особе Его Величества.
2–7 июня в Севастополе из-за злоупотреблений мерами карантина начался Чумной бунт. Тем временем власти стянули к городу части 12-й дивизии генерала В. И. Тимофеева, которые вошли в город 7 июня. Из Николаева прибыл главный командир Черноморского флота А. С. Грейг. Он обещал наказать карантинных чиновников, призывал горожан сознаться в участии в бунте и обещал помилование всем, кроме зачинщиков и убийц.

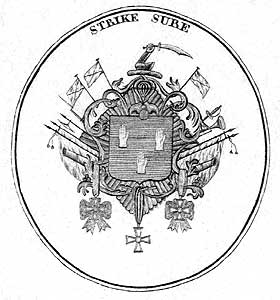
Экслибрис А. С. Грейга

В 1833 году Грейг руководил подготовкой черноморской эскадры для Босфорской экспедиции, но командование ею было поручено уже начальнику его штаба контр-адмиралу Михаилу Лазареву. Здоровье главного командира Черноморского флота было ослаблено многолетней неутомимой деятельностью, и по возвращении Лазарева в Севастополь Грейг передал ему свой пост. Существует мнение, что Грейг саботировал распоряжения Николая I о подготовке эскадры к Босфорской экспедиции, в связи с чем последовало назначение Лазарева на должность начальника штаба Черноморского флота и поручение ему руководства Босфорской экспедицией.
Незадолго до отставки Грейг руководил расследованием внезапной смерти прибывшего в Николаев героя последней русско-турецкой войны капитана 1-го ранга Казарского, который был направлен для проведения ревизии тыловых контор и складов в черноморских портах.
Назначенный Николаем I членом Государственного совета, Грейг не оставался без дел: он стал основателем Пулковской обсерватории под Петербургом, с 1840 года возглавлял Вольное экономическое общество и Комиссию по вопросам кораблестроения. Как член Государственного совета, адмирал Грейг выступал оппонентом министра финансов Е. Ф. Канкрина, предложив свой собственный проект реформы денежной системы России.
Умер на 70-м году жизни. Похоронен в Санкт-Петербурге на Смоленском лютеранском кладбище (уч. 47).

## Награды
- Орден Святой Анны 2 ст. (1799)

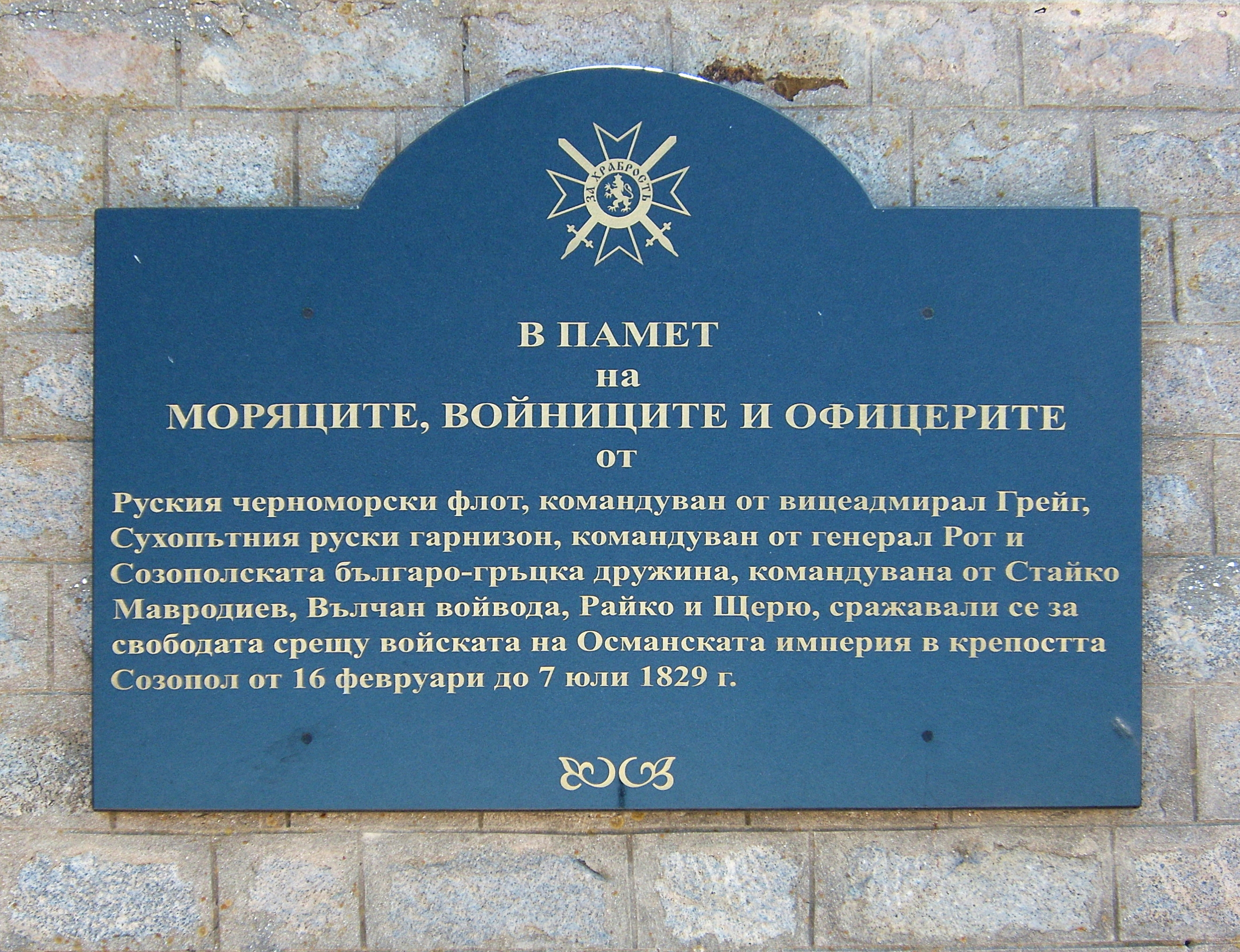
Памятная доска в Созополе

- Орден Святого Георгия 4 ст. «За личную храбрость, проявленную при взятие в плен у Гельдерской крепости голландского корабля „Вашингтон“» (26.11.1802)
- Орден Святой Анны 1 ст. (18.09.1807)
- Орден Святого Владимира 2 ст. (04.09.1813)
- Орден Святого Александра Невского (18.05.1818)
- Алмазные знаки к Ордену Святого Александра Невского (13.09.1821)
- Орден Святого Владимира 1 ст. (06.12.1827)
- Орден Святого Георгия 2 ст. «За осаду и покорение Варны» (29.09.1828)
- Вензель Николая I на погоны (22.09.1829)
- орден Белого орла (06.12.1843)[10]
- Орден Святого апостола Андрея Первозванного (06.12.1843)

## Семья

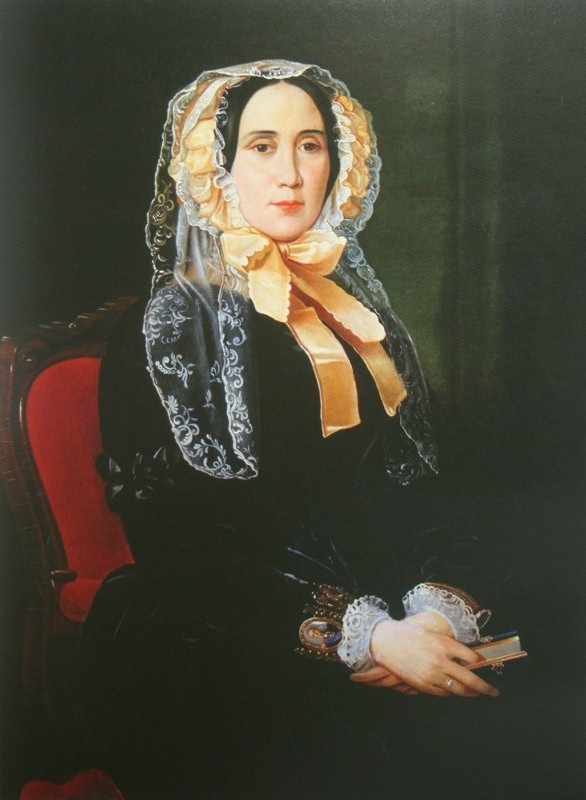
Юлия Михайловна Грейг на портрете С. К. Зарянко (1840-е)

- Жена — Юлия Михайловна Сталинская (27.01.1800 — 28.09.1881), дочь могилёвского трактирщика, при рождении еврейка Лия Михелевна Сталинская[11][12]. В молодости служила в трактире отца. Вышла замуж за польского офицера капитана Кульчинского, однако вскоре развелась. В 1820 году прибыла с поставками корабельного леса в Николаев, добилась аудиенции у командующего Черноморским флотом и портами адмирала А. С. Грейга и вскоре стала его фактической женой. В 1827 году они тайно обвенчались. Согласно свидетельству Вигеля,

В её наружности не было ничего еврейского. Кокетством и смелостью манер она скорее походила на мелкопоместных польских панянок: так же, как они, не знала иностранных языков, а с польским выговором хорошо и умело выражалась по-русски.
- Дети: Алексей (род. ок. 1825—20.03.1876[13]), Самуил (1827—1887), Юлия (05.09.1829—11.03.1865; замужем за Н. Б. Штиглицом), Иван (06.03.1831—15.09.1893), Василий (10.03.1832—1902), Сарра (1833—1834), Евгения (Дженни, 15.02.1835—16.02.1870).

## Память
В 1883 году в Николаеве был поставлен памятник, выполненный по проекту М. О. Микешина известным скульптором А. М. Опекушиным. Скульптура была повёрнута в сторону реки Ингул, потому что в то время там находился главный въезд в город. В 1922 году советская власть демонтировала памятник, и дальнейшая его судьба неизвестна, по некоторым сведениям, он был пущен на переплавку. Однако есть данные, что ещё в 1925 году памятник находился на территории музея. Директор Феодосий Каминский пытался сохранить и саму скульптуру, и морские атрибуты, снятые с постамента. Постамент памятника был оставлен, позднее на него был установлен памятник В. И. Ленину. В 1957 году на месте этого памятника был установлен другой памятник Ленину, который был настолько крупнее первого, что потребовалось установка нового постамента, настолько массивного, что в качестве фундамента для него пришлось использовать гранитные постаменты с еврейского кладбища. Старый памятник вместе с постаментом был подарен и перенесён в город Первомайск. Впоследствии, уже в Первомайске, он был демонтирован, оставшийся постамент памятника Грейга также был демонтирован 24 февраля 2014 года.
Памятник А. С. Грейгу был поставлен ещё до смерти его жены, а именно в 1873 году.
В честь Грейга названы:
- мыс в Бристольском заливе Берингова моря;
- остров в Тихом океане, в архипелаге Россиян.
- Грейгово (укр. Грейгове) — посёлок в Витовском районе Николаевской области, Украина.
- Улица в Кронштадте.